# Robert Quary
Robert Quary oder Quarry (* um 1644 in England; † Oktober 1712 im späteren US-Bundesstaat Virginia) war ein englischer bzw. britischer Kolonialbeamter und Gouverneur der Province of Carolina.